# کریستینا لاتان
کریستینا لاتان (آلمانی: Christina Lathan؛ زادهٔ ۲۸ فوریه ۱۹۵۸) دونده اهل آلمان بود.
وی در مسابقات کشوری و بین‌المللی در مجموع برندهٔ ۲ مدال طلا، ۳ مدال نقره، ۱ مدال برنز شده‌است.